# فرودگاه سلدویا
فرودگاه سلدویا (به انگلیسی: Seldovia Airport) یک فرودگاه همگانی بهره‌برداری هوایی با کد یاتا SOV است که یک باند فرود شن دارد و طول باند آن ۵۶۲ متر است. این فرودگاه در کشور ایالات متحده آمریکا قرار دارد و در ارتفاع ۹ متری از سطح دریا واقع شده است.